# Racławice (województwo podkarpackie)
Racławice – wieś w Polsce położona w województwie podkarpackim, w powiecie niżańskim, w gminie Nisko. 
W 1890 r. w Racławicach urodził się poseł na Sejm II RP Tomasz Bartoszek, a w 1912 r. - ks. Józef Kopeć, kapelan Armii Krajowej, zamordowany przez UPA w 1944 r. Racławice to też rodzinna miejscowość historyka literatury i kultury, germanisty Marka Zybury ur. w 1957 r. w Nisku.
W latach 1975–1998 miejscowość należała do województwa tarnobrzeskiego.

## Części wsi
| SIMC    | Nazwa       | Rodzaj     |
| ------- | ----------- | ---------- |
| 1042791 | Bisy        | część wsi  |
| 1042822 | Grądy       | przysiółek |
| 1042868 | Nadjeziorze | część wsi  |
| 1042905 | Poświętna   | część wsi  |

## Zabytki, miejsca pamięci i kultu religijnego

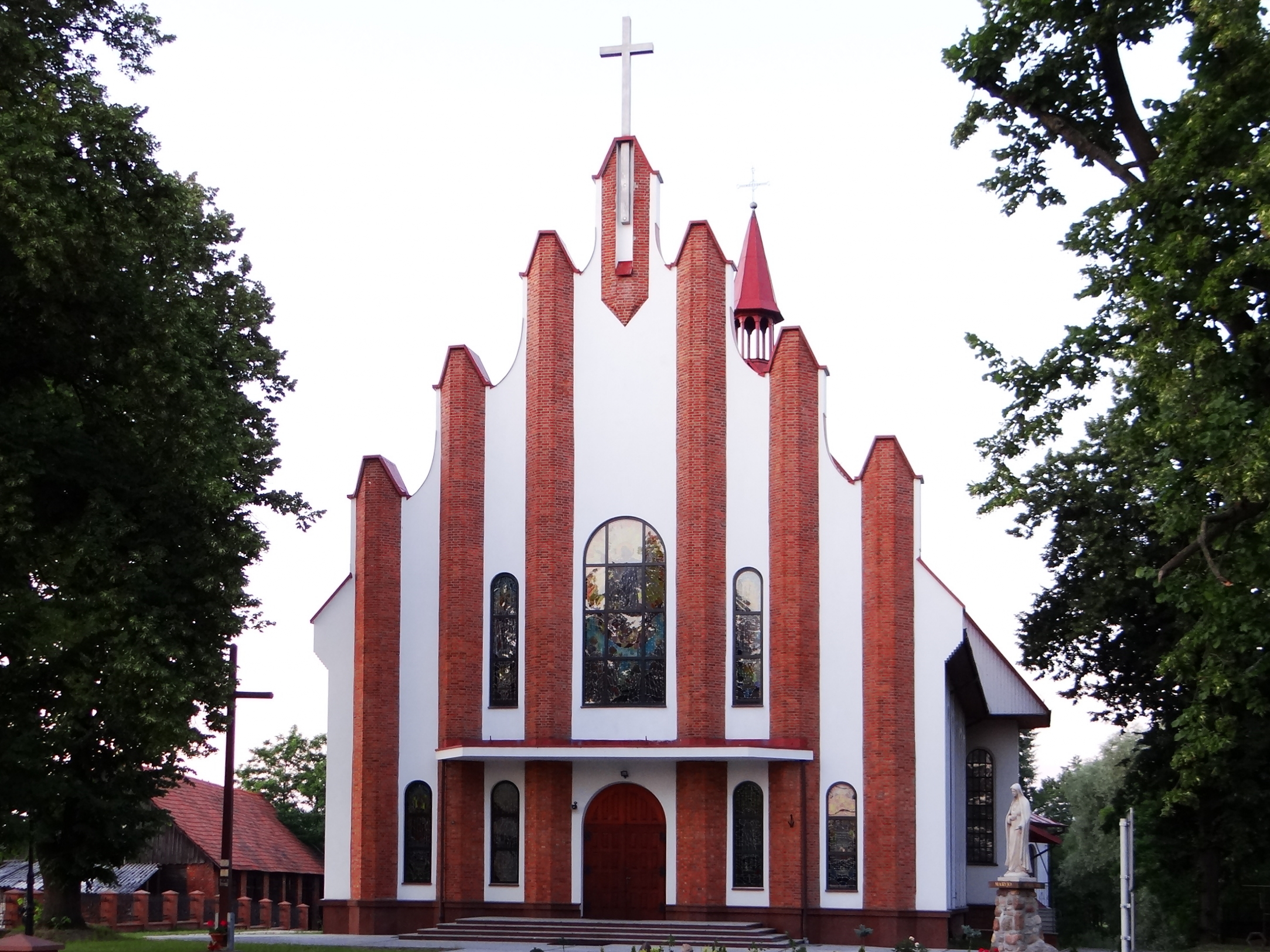
Kościół św. Stanisława Biskupa
i Męczennika od strony ul. Rudnickiej

- Kościół parafialny pod wezwaniem św. Stanisława Biskupa i Męczennika: świątynia należąca do najstarszej w okolicy parafii, erygowanej ok. 1270 r. po II najeździe tatarskim na Polskę poprzez wydzielenie z parafii w Bielinach.
- Dzwonnica: murowana budowla pochodząca z 1911 r. z narożami korpusu ujętymi w lizeny. Umieszczone są w niej dzwony: Maryja Bogurodzica (750 kg), Święty Stanisław (289 kg) i Święty Wojciech (220 kg).
- Plebania z przełomu XVIII i XIX wieku (nr rej. 438/A z 10.06.1991[7]):
- Parterowy budynek nakryty czterospadowym dachem, posiadający ganek z trójkątnym drewnianym tympanonem wsparty na dwóch kolumnach doryckich.
- Figura św. Antoniego Padewskiego z XIX wieku:
- Figura przedstawiająca św. Antoniego trzymającego Dzieciątko Jezus, stojąca w centrum kolistego klombu kwiatowego przed plebanią.
- Kurhan z krzyżem:
- Zbiorowa mogiła chłopskich partyzantów poległych 28 marca 1656 r. w bitwie pod Niskiem, w trakcie walk rozgrywających się w Racławicach.
- Cmentarz kościelny z XIV wieku (nr rej. 438/A z 10.06.1991[7]).
- Cmentarz parafialny z początku XIX wieku (nr rej. 383/A z 17.06.1988[7]).
- Park dworski „Waldekówka” z początku XX wieku (nr rej. 243/A z 5.05.1977 i z 25.06.2008[7]).